# Palazzo Liechtenstein
Il palazzo Liechtenstein (in austriaco Stadtpalais Liechtenstein) è un edificio di Vienna.

## Storia e descrizione

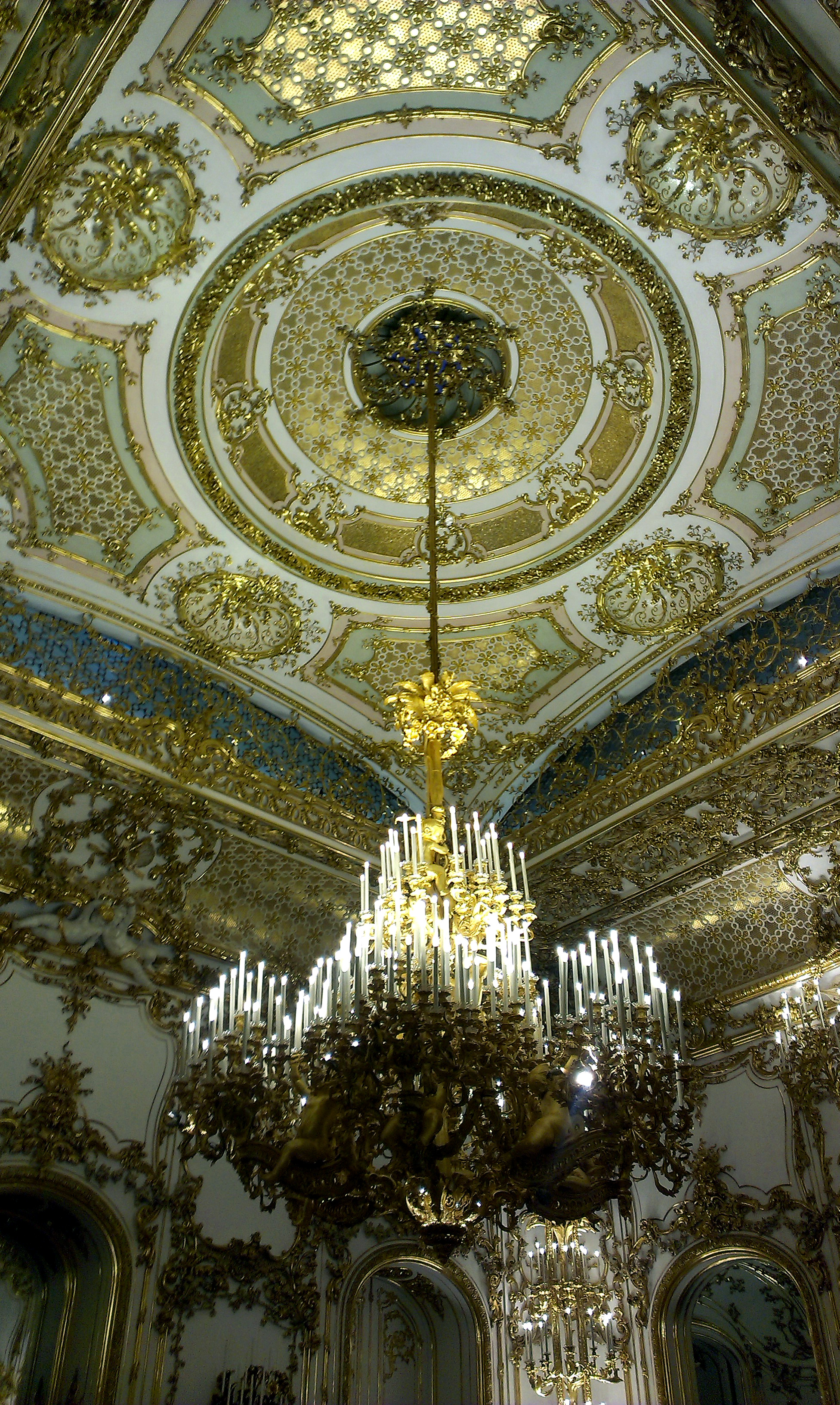
Il salone da ballo

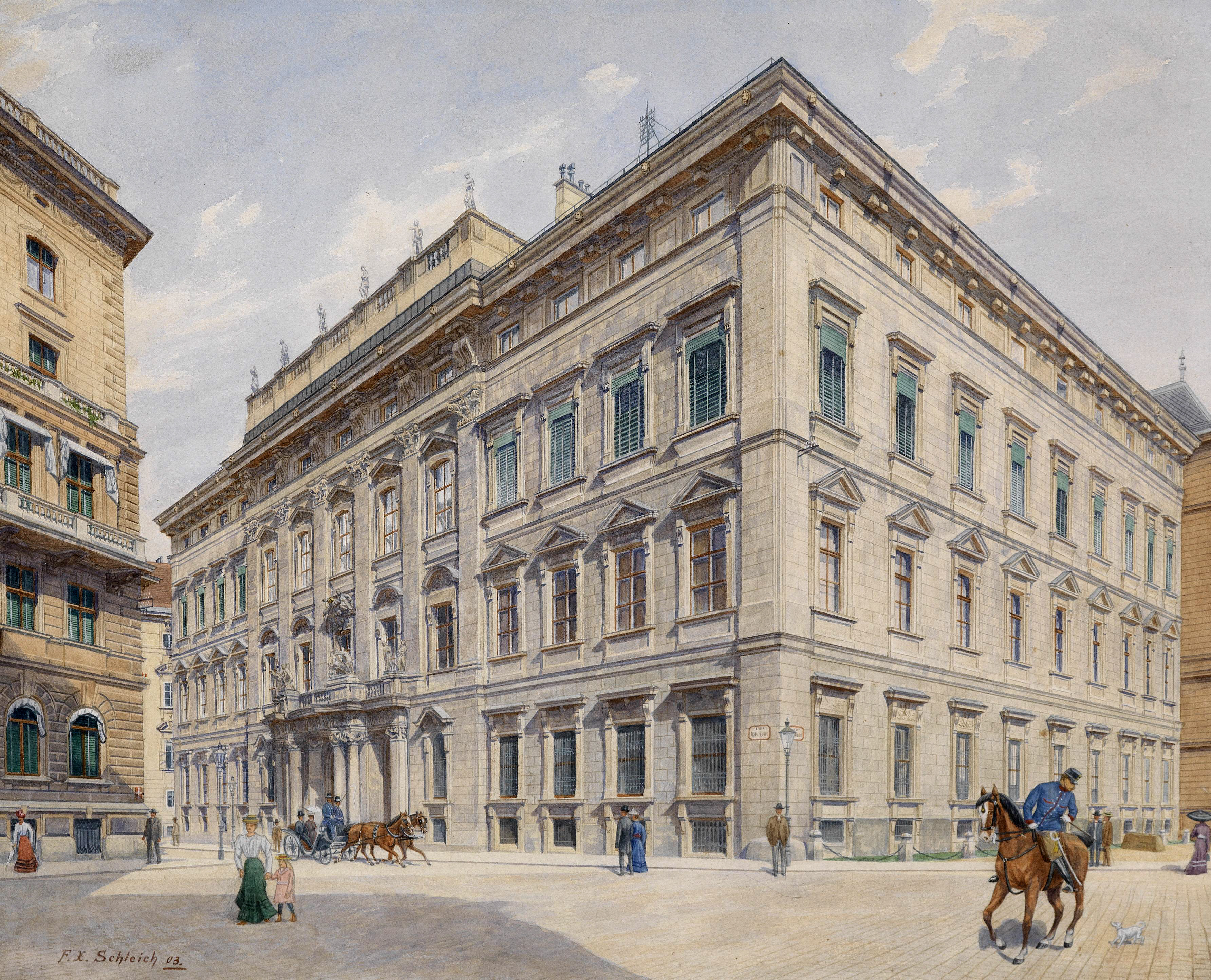
Il palazzo in un acquarello del 1903

Venne costruito su progetto dell'architetto lucchese Domenico Martinelli, che, giunto a Vienna nel 1690, fu incaricato di progettare la residenza della famiglia Von Liechtenstein.
L'edificio, ispirato al palazzo Chigi-Odescalchi di Gian Lorenzo Bernini, rappresenta una delle migliori realizzazioni dell'architettura barocca austriaca e venne eseguito fra il 1692 e il 1705 con l'ausilio dello svizzero Gabriele de Gabrieli e A. Riva.
Sulla facciata in Bankgasse, Martinelli vi realizzò il primo portale barocco monumentale di Vienna. Il portale, che dà su Minoritenplatz con la relativa scalinata, è da associare a Johann Lucas von Hildebrandt. 
Le strutture scultoree dei portali, sull'attico e all'interno si devono al veneziano Giovanni Giuliani; gli stucchi sono di Santino Bussi.
Lo scalone principale venne realizzato in pietra nel 1699 dai maestri viennesi Michael Khöll e Wolfgang Steinböck.